# پند برهمنان
پند برهمنان (به انگلیسی: Pind Brahmanan) یک منطقهٔ مسکونی در پاکستان است که در پنجاب واقع شده‌است. پند برهمنان ۲۸۴ متر بالاتر از سطح دریا واقع شده‌است.